# Insula Zapatera
Zapatera este o insulă din Lacul Nicaragua. Se conturează în jurul vulcanului omonim (actualmente stins), care face parte din cordiliera americană și are altitudinea maximă de 629 m. Insula, cu o suprafață de 52 km2 este acoperită de vegetație forestieră (păduri tropicale) și din 1983 funcționează ca arie protejată, împreună cu alte insulițe din jur.
Partea nord-estică a insulei se află la o distanță de numai 1 km de uscat. În partea de nord a insulei se află un lac al cărui diametru atinge 600 m.

## Arheologie
Zapatera este locul în care s-au descoperit numeroase vestigii ale civilizațiilor precolumbiene (ceramică, pietroglife). Primele știri în acest sens vin în anul 1852, când cercetătorul american Ephraim George Squier publică date despre aceste artefacte în lucrarea intitulată „Nicaragua: its people and its landscapes“.